# Дебърски глас (1935 – 1943)
Вижте пояснителната страница за други значения на Дебърски глас.
„Дебърски глас“ с подзаглавие Периодическо списание. Изд. Дебърското благотворително братство е българско списание, орган на Дебърското братство, излизало в София от 1935 до 1943 година. Уредник на списанието е полковникът от запаса Стамат Стаматов, председател на братството. Печата се в печатница „Родопи“ и излиза обикновено веднъж годишно.
| Брой | Дата            |
| ---- | --------------- |
| 1    | 1935 (неоткрит) |
| 2    | 1937            |
| 3    | 1938            |
| 4    | 1939            |
| 5    | 15 март 1943    |
| 6    | ноември 1943    |

Списанието си поставя задача: „Да събира материали за културната и политическата история на гр. Дебър и околията“. Разглежда исторически и езиковедски проблеми. Издава като приложение няколко брошури.